# Robert Walter
Pour les articles homonymes, voir Walter.
 (mai 2013).
Si vous disposez d'ouvrages ou d'articles de référence ou si vous connaissez des sites web de qualité traitant du thème abordé ici, merci de compléter l'article en donnant les références utiles à sa vérifiabilité et en les liant à la section « Notes et références ».
Robert Walter, né le 30 mai 1948 à Swansea, est une personnalité politique britannique du Parti conservateur. Il préside le Groupe démocrate européen au sein de l'Assemblée parlementaire du Conseil de l'Europe.
Il est président du European Security and Defence Association (Groupe Européen de Sécurité et Défense) depuis 2011. Il fut également président de la Berlin Security Conference (conférence annuelle de sécurité) en 2012, 2013 et 2014.